# 鮑姓
鮑姓为中文姓氏之一，在《百家姓》中排名第62位。

## 起源
据《元和姓纂》和《通志·氏族略》记载，鮑姓源出于姒姓。春秋时，夏禹的后人杞国公子敬叔食邑於齐国鲍邑（今山东济南市历城区），其后以鲍为氏。世代为齐国上卿，战国初期被田氏攻灭，子孙出逃别国。
《姓苑》记载：“系出姒姓。夏禹后。春秋时杞公子有仕齐者，食采于鲍，因以命氏”。
另有北魏时鲜卑姓俟力伐氏改为汉姓「鲍」氏。

## 郡望堂號
- 上党郡：上黨地名最早見於春秋時期的晉國，此後趙魏韓三家分晉，都佔領了上黨地區的一部分，但是具體的郡置已經難以考證。
- 东海郡：
- 泰山郡：
- 河南郡：

## 延伸阅读
[在维基数据编辑]
 《百家姓》
 《欽定古今圖書集成·明倫彙編·氏族典·鮑姓部》，出自陈梦雷《古今圖書集成》